# $not (rapper)
$not (gestileerd als $NOT), echte naam Edy Edouard, is een Amerikaanse rapper, zanger en songwriter. Hij verwierf bekendheid met zijn virale hit Gosha uit 2018, die grote populariteit kreeg op streamingplatforms en sociale media. Zijn muziek combineert elementen van lo-fi hiphop, trap en melodieuze rap, vaak gekenmerkt door introspectieve teksten en een relaxte flow.

## Achtergrond en vroege carrière
$NOT werd geboren op 16 december 1997 in New York, Verenigde Staten, en groeide op in West Palm Beach, Florida. Hij begon in zijn tienerjaren met het maken van muziek en uploadde zijn eerste nummers op SoundCloud. Zijn muziekstijl werd beïnvloed door artiesten zoals Yung Lean en Tyler, the Creator.

## Muzikale carrière
Na het succes van Gosha bracht $NOT meerdere singles uit die goed werden ontvangen binnen de underground rapscene. In 2020 verscheen zijn debuutalbum - TRAGEDY +, gevolgd door Beautiful Havoc in hetzelfde jaar. Beide projecten toonden zijn veelzijdigheid en vermenging van duistere, melancholische thema’s met melodieuze producties.
Zijn muziek werd steeds breder opgepakt en hij werkte samen met verschillende bekende artiesten, waaronder Denzel Curry, Lil Skies en Cochise. In 2022 bracht hij zijn derde studioalbum Ethereal uit, waarop samenwerkingen stonden met artiesten als 'A$AP Rocky en Juicy J.